# Regelbau S446

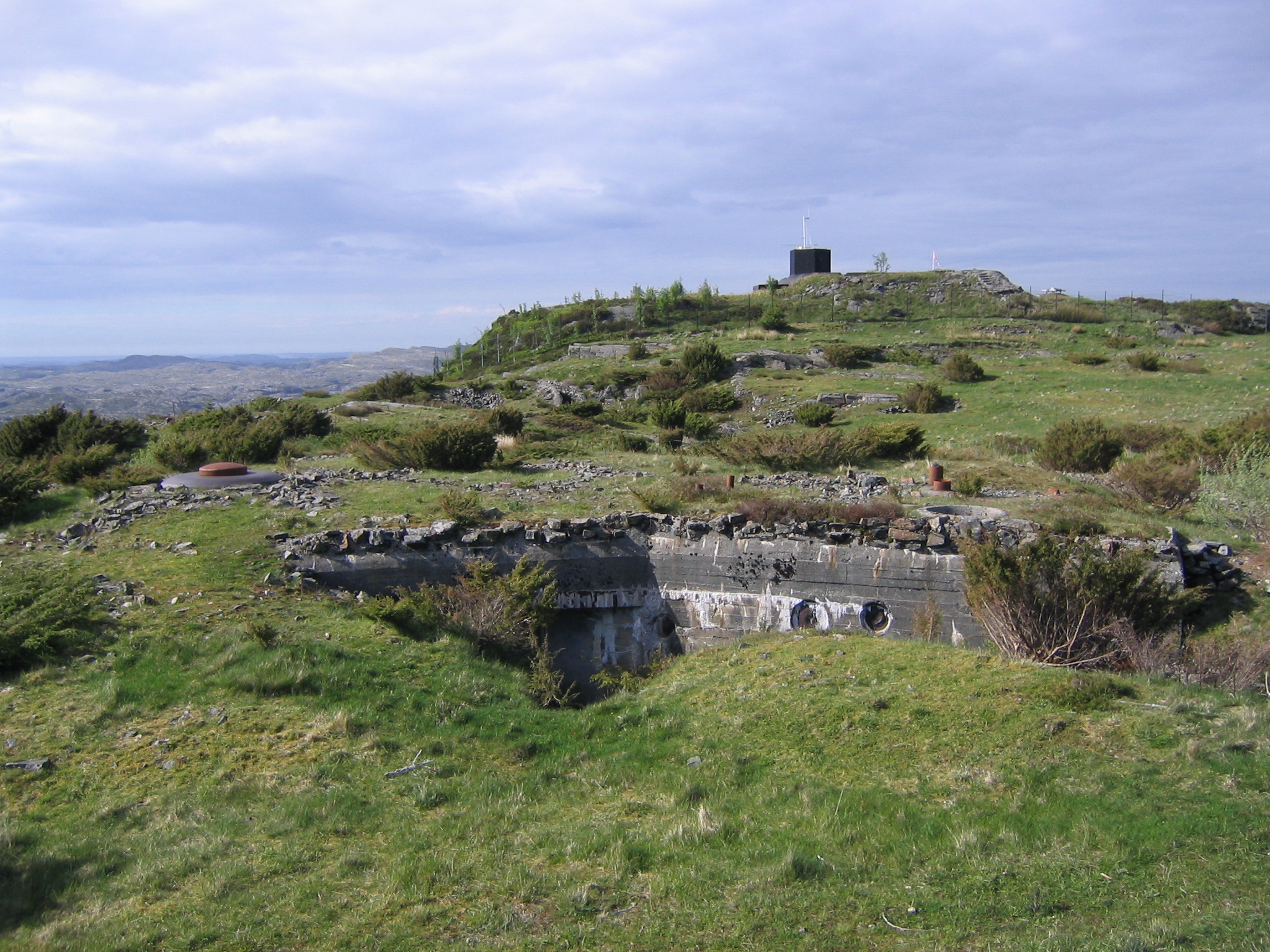
Photo d'une casemate de type Regelbau S633 au premier plan et de type S446 en arrière-plan à Øygarden.

La casemate de type Regelbau S446 est une casemate répondant au standard Regelbau. Conçu à l’origine pour la Kriegsmarine, sa mission est de guider les tirs de l'artillerie côtières.

## Construction
Sa construction nécessite environ 1 600 m3 de béton.

## Architecture
Elle est composée de deux étages et d'un support pour télémètre.